# Vingt-deuxième circonscription du Nord
La vingt-deuxième circonscription du Nord est l'une des 24 circonscriptions législatives françaises que compte le département du Nord.
À la suite de l'adoption de l'ordonnance no 2009-935 du 29 juillet 2009, ratifiée par le Parlement français le 21 janvier 2010, cette circonscription sera supprimée lors des élections législatives de 2012. Les cantons qui la composent intégreront la douzième circonscription (sauf celui du Cateau-Cambrésis qui intégrera la dix-huitième circonscription).

## Description géographique et démographique

### De 1958 à 1986
Le département avait vingt-trois circonscriptions.
La vingt-deuxième circonscription du Nord  était composée de :
- canton d'Hautmont
- canton de Maubeuge-Nord
- canton de Maubeuge-Sud

Source : Journal Officiel du 14-15 Octobre 1958.

### De 1988 à 2012
La vingt-deuxième circonscription du Nord est délimitée par le découpage électoral de la loi no 86-1197 du 24 novembre 1986
, et regroupe les divisions administratives suivantes : cantons de Berlaimont
- Canton de Carnières
- Canton du Cateau-Cambrésis
- Canton du Quesnoy-Est
- Canton du Quesnoy-Ouest
- Canton de Solesmes.

D'après le recensement général de la population en 1999, réalisé par l'Institut national de la statistique et des études économiques (INSEE), la population totale de cette circonscription est estimée à 97 765 habitants,.

## Historique des députations
| Législature | Début de mandat | Fin de mandat  | Député             | Parti politique | Observations |
| ----------- | --------------- | -------------- | ------------------ | --------------- | --- |
| Ire         | 9 décembre 1958 | 9 octobre 1962 | Narcisse Pavot     | SFIO            | Mandat écourté à la suite d'une dissolution parlementaire décidée par Charles de Gaulle.                                                                       |
| IIe         | 6 décembre 1962 | 2 avril 1967   | Narcisse Pavot     | SFIO            | |
| IIIe        | 3 avril 1967    | 30 mai 1968    | Paul Leloir        | PCF             | Mandat écourté à la suite d'une dissolution parlementaire décidée par Charles de Gaulle.                                                                       |
| IVe         | 11 juillet 1968 | 1er avril 1973 | Jean Durieux       | RI              | |
| Ve          | 2 avril 1973    | 2 avril 1978   | Jean Durieux       | RI              | |
| VIe         | 3 avril 1978    | 22 mai 1981    | Claude Wargnies    | PCF             | Mandat écourté à la suite d'une dissolution parlementaire décidée par François Mitterrand.                                                                     |
| VIIe        | 2 juillet 1981  | 1er avril 1986 | Paul Moreau        | PS              | Maire de Caudry |
| VIIIe       | 2 avril 1986    | 14 mai 1988    | Aucun              | Aucun           | Proportionnelle par département, pas de député par circonscription. Mandat écourté à la suite d'une dissolution parlementaire décidée par François Mitterrand. |
| IXe         | 23 juin 1988    | 1er avril 1993 | Christian Bataille | PS              | Maire de Rieux-en-Cambrésis |
| Xe          | 2 avril 1993    | 21 avril 1997  | Christian Bataille | PS              | Maire de Rieux-en-Cambrésis Mandat écourté à la suite d'une dissolution parlementaire décidée par Jacques Chirac.                                              |
| XIe         | 12 juin 1997    | 18 juin 2002   | Christian Bataille | PS              | Maire de Rieux-en-Cambrésis |
| XIIe        | 19 juin 2002    | 19 juin 2007   | Christian Bataille | PS              | Maire de Rieux-en-Cambrésis |
| XIIIe       | 20 juin 2007    | 19 juin 2012   | Christian Bataille | PS              | Maire de Rieux-en-Cambrésis |

## Historiques des élections

### Élections de 1958
| Candidat       | Candidat          | Parti          | Premier tour | Premier tour | Second tour | Second tour |  |
| Candidat       | Candidat          | Parti          | Voix         | %            | Voix        | %           |  |
| -------------- | ----------------- | -------------- | ------------ | ------------ | ----------- | ----------- |  |
|                | Pierre Forest élu | SFIO           | 16 079       | 39,46        | 15 623      | 38,57       |  |
|                | Raymond Carret    | UNR            | 13 010       | 31,93        | 14 266      | 35,22       |  |
|                | Albert Maton      | PCF            | 11 658       | 28,61        | 10 619      | 26,21       |  |
|                |                   |                |              |              |             |             |  |
| Inscrits       | Inscrits          | Inscrits       | 49 663       | 100,00       | 49 661      | 100,00      |  |
| Abstentions    | Abstentions       | Abstentions    | 8 382        | 16,88        | 8 790       | 17,7        |  |
| Votants        | Votants           | Votants        | 41 281       | 83,12        | 40 871      | 82,3        |  |
| Blancs et nuls | Blancs et nuls    | Blancs et nuls | 534          | 1,29         | 363         | 0,89        |  |
| Exprimés       | Exprimés          | Exprimés       | 40 747       | 98,71        | 40 508      | 99,11       |  |

### Élections de 1962
| Candidat       | Candidat                    | Parti          | Premier tour | Premier tour | Second tour | Second tour |  |
| Candidat       | Candidat                    | Parti          | Voix         | %            | Voix        | %           |  |
| -------------- | --------------------------- | -------------- | ------------ | ------------ | ----------- | ----------- |  |
|                | Pierre Forest sortant réélu | SFIO           | 14 237       | 36,75        | 24 447      | 61,41       |  |
|                | Jean Meunier                | UNR-UDT        | 13 129       | 33,89        | 15 361      | 38,59       |  |
|                | Albert Maton                | PCF            | 11 379       | 29,37        | Retrait     | Retrait     |  |
|                |                             |                |              |              |             |             |  |
| Inscrits       | Inscrits                    | Inscrits       | 50 596       | 100,00       | 50 614      | 100,00      |  |
| Abstentions    | Abstentions                 | Abstentions    | 11 197       | 22,13        | 9 689       | 19,14       |  |
| Votants        | Votants                     | Votants        | 39 399       | 77,87        | 40 925      | 80,86       |  |
| Blancs et nuls | Blancs et nuls              | Blancs et nuls | 654          | 1,66         | 1 117       | 2,73        |  |
| Exprimés       | Exprimés                    | Exprimés       | 38 745       | 98,34        | 39 808      | 97,27       |  |

Le suppléant de Pierre Forest était Gaston Ransart, ingénieur TPE.

### Élections de 1967
| Candidat       | Candidat                    | Parti          | Premier tour | Premier tour | Second tour | Second tour |  |
| Candidat       | Candidat                    | Parti          | Voix         | %            | Voix        | %           |  |
| -------------- | --------------------------- | -------------- | ------------ | ------------ | ----------- | ----------- |  |
|                | Pierre Forest sortant réélu | FGDS (SFIO)    | 16 453       | 37,4         | 28 613      | 68,61       |  |
|                | Albert Maton                | PCF            | 13 984       | 31,79        | Retrait     | Retrait     |  |
|                | Blanche Lanthier-Dupeux     | UD-Ve          | 10 925       | 24,83        | 13 090      | 31,39       |  |
|                | Maurice Cauchie             | CD (PDM)       | 2 633        | 5,98         |             |             |  |
|                |                             |                |              |              |             |             |  |
| Inscrits       | Inscrits                    | Inscrits       | 52 045       | 100,00       | 52 045      | 100,00      |  |
| Abstentions    | Abstentions                 | Abstentions    | 7 411        | 14,24        | 9 075       | 17,44       |  |
| Votants        | Votants                     | Votants        | 44 634       | 85,76        | 42 970      | 82,56       |  |
| Blancs et nuls | Blancs et nuls              | Blancs et nuls | 639          | 1,43         | 1 267       | 2,95        |  |
| Exprimés       | Exprimés                    | Exprimés       | 43 995       | 98,57        | 41 703      | 97,05       |  |

Le suppléant de Pierre Forest était Gaston Ransart.

### Élections de 1968
| Candidat       | Candidat              | Parti          | Premier tour | Premier tour | Second tour | Second tour |  |
| Candidat       | Candidat              | Parti          | Voix         | %            | Voix        | %           |  |
| -------------- | --------------------- | -------------- | ------------ | ------------ | ----------- | ----------- |  |
|                | Bernard Lebas élu     | UDR (URP)      | 15 076       | 35,07        | 21 331      | 50,59       |  |
|                | Albert Maton          | PCF            | 13 913       | 32,36        | 20 837      | 49,41       |  |
|                | Pierre Forest sortant | FGDS (SFIO)    | 12 251       | 28,5         | Retrait     | Retrait     |  |
|                | Umberto Battist       | PSU            | 1 753        | 4,08         |             |             |  |
|                |                       |                |              |              |             |             |  |
| Inscrits       | Inscrits              | Inscrits       | 51 559       | 100,00       | 51 563      | 100,00      |  |
| Abstentions    | Abstentions           | Abstentions    | 7 970        | 15,46        | 8 200       | 15,9        |  |
| Votants        | Votants               | Votants        | 43 589       | 84,54        | 43 363      | 84,1        |  |
| Blancs et nuls | Blancs et nuls        | Blancs et nuls | 596          | 1,37         | 1 195       | 2,76        |  |
| Exprimés       | Exprimés              | Exprimés       | 42 993       | 98,63        | 42 168      | 97,24       |  |

Le suppléant de Bernard Lebas était Jack Leclercq, docteur en médecine à Maubeuge.

### Élections de 1973
| Candidat       | Candidat              | Parti          | Premier tour | Premier tour | Second tour | Second tour |  |
| Candidat       | Candidat              | Parti          | Voix         | %            | Voix        | %           |  |
| -------------- | --------------------- | -------------- | ------------ | ------------ | ----------- | ----------- |  |
|                | Bernard Lebas sortant | UDR (URP)      | 16 490       | 35,44        | 22 975      | 49,86       |  |
|                | Albert Maton élu      | PCF            | 13 996       | 30,08        | 23 107      | 50,14       |  |
|                | Pierre Forest         | PS (UGSD)      | 11 008       | 23,66        | Retrait     | Retrait     |  |
|                | Bernard Peltier       | CD (MR)        | 2 700        | 5,8          |             |             |  |
|                | Umberto Battist       | PSU            | 965          | 2,07         |             |             |  |
|                | Adolphe Moyniez       | Divers droite  | 732          | 1,57         |             |             |  |
|                | Claude Mouchet        | LO             | 640          | 1,38         |             |             |  |
|                |                       |                |              |              |             |             |  |
| Inscrits       | Inscrits              | Inscrits       | 55 285       | 100,00       | 55 282      | 100,00      |  |
| Abstentions    | Abstentions           | Abstentions    | 8 022        | 14,51        | 7 666       | 13,87       |  |
| Votants        | Votants               | Votants        | 47 263       | 85,49        | 47 616      | 86,13       |  |
| Blancs et nuls | Blancs et nuls        | Blancs et nuls | 732          | 1,55         | 1 534       | 3,22        |  |
| Exprimés       | Exprimés              | Exprimés       | 46 531       | 98,45        | 46 082      | 96,78       |  |

Le suppléant d'Albert Maton était Jean-Claude Fontenelle, ajusteur-monteur, de Recquignies.

### Élections de 1978
| Candidat       | Candidat                   | Parti          | Premier tour | Premier tour | Second tour | Second tour |  |
| Candidat       | Candidat                   | Parti          | Voix         | %            | Voix        | %           |  |
| -------------- | -------------------------- | -------------- | ------------ | ------------ | ----------- | ----------- |  |
|                | Albert Maton sortant réélu | PCF            | 19 679       | 36,23        | 29 564      | 53,94       |  |
|                | Bernard Lebas              | RPR            | 18 334       | 33,75        | 25 240      | 46,06       |  |
|                | Pierre Bérégovoy           | PS             | 11 152       | 20,53        | Retrait     | Retrait     |  |
|                | Bernard Peltier            | UDF (CDS)      | 3 209        | 5,91         |             |             |  |
|                | Monique Pietton            | LO             | 756          | 1,39         |             |             |  |
|                | Jacques Decaux             | PSU (FA)       | 594          | 1,09         |             |             |  |
|                | Thierry Bodden             | Divers droite  | 594          | 1,09         |             |             |  |
|                |                            |                |              |              |             |             |  |
| Inscrits       | Inscrits                   | Inscrits       | 63 729       | 100,00       | 63 840      | 100,00      |  |
| Abstentions    | Abstentions                | Abstentions    | 8 529        | 13,38        | 7 956       | 12,46       |  |
| Votants        | Votants                    | Votants        | 55 200       | 86,62        | 55 884      | 87,54       |  |
| Blancs et nuls | Blancs et nuls             | Blancs et nuls | 882          | 1,6          | 1 080       | 1,93        |  |
| Exprimés       | Exprimés                   | Exprimés       | 54 318       | 98,4         | 54 804      | 98,07       |  |

Le suppléant d'Albert Maton était Jean-Claude Wasterlain, professeur de lycée d'enseignement professionnel, conseiller général, maire d'Hautmont.

### Élections de 1981
| Candidat       | Candidat             | Parti          | Premier tour | Premier tour | Second tour | Second tour |  |
| Candidat       | Candidat             | Parti          | Voix         | %            | Voix        | %           |  |
| -------------- | -------------------- | -------------- | ------------ | ------------ | ----------- | ----------- |  |
|                | Umberto Battist élu  | PS             | 17 183       | 36,78        | 28 324      | 100,00      |  |
|                | Albert Maton sortant | PCF            | 16 018       | 34,28        | Retrait     | Retrait     |  |
|                | Jean-Louis Vanachter | RPR (UNM)      | 7 812        | 16,72        |             |             |  |
|                | Bernard Peltier      | UDF (CDS)      | 5 709        | 12,22        |             |             |  |
|                |                      |                |              |              |             |             |  |
| Inscrits       | Inscrits             | Inscrits       | 66 165       | 100,00       | 66 163      | 100,00      |  |
| Abstentions    | Abstentions          | Abstentions    | 18 755       | 28,35        | 27 962      | 42,26       |  |
| Votants        | Votants              | Votants        | 47 410       | 71,65        | 38 201      | 57,74       |  |
| Blancs et nuls | Blancs et nuls       | Blancs et nuls | 688          | 1,45         | 9 877       | 25,86       |  |
| Exprimés       | Exprimés             | Exprimés       | 46 722       | 98,55        | 28 324      | 74,14       |  |

La suppléante d'Umberto Battist était Anne-Marie Tanner, chirurgien-dentiste, conseillère municipale d'Hautmont.

### Élections de 1988
| Candidat       | Candidat               | Parti          | Premier tour | Premier tour | Second tour | Second tour |  |
| Candidat       | Candidat               | Parti          | Voix         | %            | Voix        | %           |  |
| -------------- | ---------------------- | -------------- | ------------ | ------------ | ----------- | ----------- |  |
|                | Christian Bataille élu | PS             | 20 418       | 38,47        | 35 473      | 64,29       |  |
|                | Claude Wargnies        | PCF            | 14 461       | 27,25        | Retrait     | Retrait     |  |
|                | Jean-Pierre Delmotte   | RPR (URC)      | 13 034       | 24,56        | 19 701      | 35,71       |  |
|                | Michel Locoche         | FN             | 5 161        | 9,72         |             |             |  |
|                |                        |                |              |              |             |             |  |
| Inscrits       | Inscrits               | Inscrits       | 74 038       | 100,00       | 74 021      | 100,00      |  |
| Abstentions    | Abstentions            | Abstentions    | 19 416       | 26,22        | 16 245      | 21,95       |  |
| Votants        | Votants                | Votants        | 54 622       | 73,78        | 57 776      | 78,05       |  |
| Blancs et nuls | Blancs et nuls         | Blancs et nuls | 1 548        | 2,83         | 2 602       | 4,5         |  |
| Exprimés       | Exprimés               | Exprimés       | 53 074       | 97,17        | 55 174      | 95,5        |  |

Le suppléant de Christian Bataille était Paul Raoult, professeur, conseiller général, maire du Quesnoy.

### Élections de 1993
| Candidat       | Candidat                         | Parti          | Premier tour | Premier tour | Second tour | Second tour |  |
| Candidat       | Candidat                         | Parti          | Voix         | %            | Voix        | %           |  |
| -------------- | -------------------------------- | -------------- | ------------ | ------------ | ----------- | ----------- |  |
|                | Christian Bataille sortant réélu | PS (ADFP)      | 11 057       | 21,42        | 25 671      | 50,63       |  |
|                | Claude Wargnies                  | PCF            | 9 885        | 19,15        | Retrait     | Retrait     |  |
|                | Serge Machepy                    | UDF (PSD)      | 9 691        | 18,78        | 25 036      | 49,37       |  |
|                | Jean-Marie Lemaire               | Divers droite  | 9 148        | 17,72        |             |             |  |
|                | Michel Locoche                   | FN             | 6 881        | 13,33        |             |             |  |
|                | Maryse Demoulin                  | GÉ (EÉ)        | 2 527        | 4,9          |             |             |  |
|                | Colette Hagard                   | LT-LNÉ         | 1 392        | 2,7          |             |             |  |
|                | Christian Deflandre              | CNIP           | 572          | 1,11         |             |             |  |
|                | Bertrand Bauduin                 | UDI            | 461          | 0,89         |             |             |  |
|                |                                  |                |              |              |             |             |  |
| Inscrits       | Inscrits                         | Inscrits       | 73 268       | 100,00       | 73 266      | 100,00      |  |
| Abstentions    | Abstentions                      | Abstentions    | 18 400       | 25,11        | 17 621      | 24,05       |  |
| Votants        | Votants                          | Votants        | 54 868       | 74,89        | 55 645      | 75,95       |  |
| Blancs et nuls | Blancs et nuls                   | Blancs et nuls | 3 254        | 5,93         | 4 938       | 8,87        |  |
| Exprimés       | Exprimés                         | Exprimés       | 51 614       | 94,07        | 50 707      | 91,13       |  |

Le suppléant de Christian Bataille était Adolphe Lemaire, contremaitre retraité, conseiller général du canton du Quesnoy-Ouest, maire de Maresche.

### Élections de 1997
| Candidat       | Candidat                         | Parti          | Premier tour | Premier tour | Second tour | Second tour |  |
| Candidat       | Candidat                         | Parti          | Voix         | %            | Voix        | %           |  |
| -------------- | -------------------------------- | -------------- | ------------ | ------------ | ----------- | ----------- |  |
|                | Christian Bataille sortant réélu | PS             | 16 456       | 31,69        | 32 784      | 63,13       |  |
|                | Bernard Baudoux                  | PCF            | 10 804       | 20,81        | Retrait     | Retrait     |  |
|                | Jean-Marie Lemaire               | Divers droite  | 10 650       | 20,51        | 19 149      | 36,87       |  |
|                | Daniel Duhamel                   | FN             | 8 003        | 15,41        |             |             |  |
|                | Dominique Leblanc                | LDI (MPF)      | 2 473        | 4,76         |             |             |  |
|                | Nordine El Marbati               | LO             | 1 133        | 2,18         |             |             |  |
|                | Chantal Malpaux                  | Les Verts      | 882          | 1,7          |             |             |  |
|                | Marie Trapon                     | GÉ             | 870          | 1,68         |             |             |  |
|                | Maurice Hernoult                 | LT-LNÉ         | 652          | 1,26         |             |             |  |
|                |                                  |                |              |              |             |             |  |
| Inscrits       | Inscrits                         | Inscrits       | 72 485       | 100,00       | 72 488      | 100,00      |  |
| Abstentions    | Abstentions                      | Abstentions    | 17 978       | 24,8         | 17 068      | 23,55       |  |
| Votants        | Votants                          | Votants        | 54 507       | 75,2         | 55 420      | 76,45       |  |
| Blancs et nuls | Blancs et nuls                   | Blancs et nuls | 2 584        | 4,74         | 3 487       | 6,29        |  |
| Exprimés       | Exprimés                         | Exprimés       | 51 923       | 95,26        | 51 933      | 93,71       |  |

La suppléante de Christian Bataille était Jacqueline Lemaire, maire de Salesches, infirmière diplômée d'Etat, directrice du service de soins à domicile du Quesnoy.

### Élections de 2002
| Candidat       | Candidat                         | Parti             | Premier tour | Premier tour | Second tour | Second tour |  |
| Candidat       | Candidat                         | Parti             | Voix         | %            | Voix        | %           |  |
| -------------- | -------------------------------- | ----------------- | ------------ | ------------ | ----------- | ----------- |  |
|                | Jean-Marie Lemaire               | UDF               | 14 816       | 31,49        | 21 538      | 48,34       |  |
|                | Christian Bataille sortant réélu | PS                | 14 125       | 30,02        | 23 014      | 51,66       |  |
|                | Bernard Baudoux                  | PCF               | 6 625        | 14,08        |             |             |  |
|                | Janine Mengin                    | FN                | 6 301        | 13,39        |             |             |  |
|                | Daniel Brogniart                 | CPNT              | 1 633        | 3,47         |             |             |  |
|                | Josiane Dubois                   | LO                | 753          | 1,6          |             |             |  |
|                | Madeleine Deflandre              | MPF               | 594          | 1,26         |             |             |  |
|                | Danièle Goulet                   | LCR               | 583          | 1,24         |             |             |  |
|                | Maurice Hernoult                 | Divers écologiste | 514          | 1,09         |             |             |  |
|                | Chantal Malpaux                  | Les Verts         | 505          | 1,07         |             |             |  |
|                | Nelly Canneson                   | MNR               | 322          | 0,68         |             |             |  |
|                | Rossano Pulpito                  | Divers écologiste | 196          | 0,42         |             |             |  |
|                | Moussa Matoir                    | Divers écologiste | 85           | 0,18         |             |             |  |
|                |                                  |                   |              |              |             |             |  |
| Inscrits       | Inscrits                         | Inscrits          | 74 213       | 100,00       | 74 211      | 100,00      |  |
| Abstentions    | Abstentions                      | Abstentions       | 26 022       | 35,06        | 27 393      | 36,91       |  |
| Votants        | Votants                          | Votants           | 48 191       | 64,94        | 46 818      | 63,09       |  |
| Blancs et nuls | Blancs et nuls                   | Blancs et nuls    | 1 139        | 2,36         | 2 266       | 4,84        |  |
| Exprimés       | Exprimés                         | Exprimés          | 47 052       | 97,64        | 44 552      | 95,16       |  |

Le suppléant de Christian Bataille était Freddy Dolphin, attaché territorial, maire du Quesnoy.

### Élections de 2007
| Candidat       | Candidat                         | Parti          | Premier tour | Premier tour | Second tour | Second tour |  |
| Candidat       | Candidat                         | Parti          | Voix         | %            | Voix        | %           |  |
| -------------- | -------------------------------- | -------------- | ------------ | ------------ | ----------- | ----------- |  |
|                | Marie-Sophie Lesne               | UMP            | 16 597       | 36,48        | 21 909      | 47,22       |  |
|                | Christian Bataille sortant réélu | PS             | 13 776       | 30,28        | 24 487      | 52,78       |  |
|                | Bernard Baudoux                  | PCF            | 6 333        | 13,92        |             |             |  |
|                | Jacques Disdier                  | FN             | 2 847        | 6,26         |             |             |  |
|                | Cécile Mercier                   | UDF–MoDem      | 2 089        | 4,59         |             |             |  |
|                | Serge Pralat                     | LCR            | 1 063        | 2,34         |             |             |  |
|                | Bruno Semaille                   | CPNT           | 986          | 2,17         |             |             |  |
|                | Mostafa Ghezal                   | Les Verts      | 718          | 1,58         |             |             |  |
|                | Marie-Claude Rondeaux            | LO             | 587          | 1,29         |             |             |  |
|                | Xavier Dillies                   | MPF            | 354          | 0,78         |             |             |  |
|                | Brigitte Delnatte                | MNR            | 142          | 0,31         |             |             |  |
|                |                                  |                |              |              |             |             |  |
| Inscrits       | Inscrits                         | Inscrits       | 75 051       | 100,00       | 75 038      | 100,00      |  |
| Abstentions    | Abstentions                      | Abstentions    | 28 539       | 38,03        | 27 085      | 36,1        |  |
| Votants        | Votants                          | Votants        | 46 512       | 61,97        | 47 953      | 63,9        |  |
| Blancs et nuls | Blancs et nuls                   | Blancs et nuls | 1 020        | 2,19         | 1 557       | 3,25        |  |
| Exprimés       | Exprimés                         | Exprimés       | 45 492       | 97,81        | 46 396      | 96,75       |  |